# Élections générales espagnoles de 2008 dans la communauté de Madrid
Les élections générales espagnoles de 2008 (en espagnol : Elecciones generales de España de 2008) se sont tenues le dimanche 9 mars 2008 afin d'élire les 350 députés et 208 des 266 sénateurs de la IXe législature des Cortes Generales. 35 députés sont élus dans la communauté de Madrid.

## Résultats

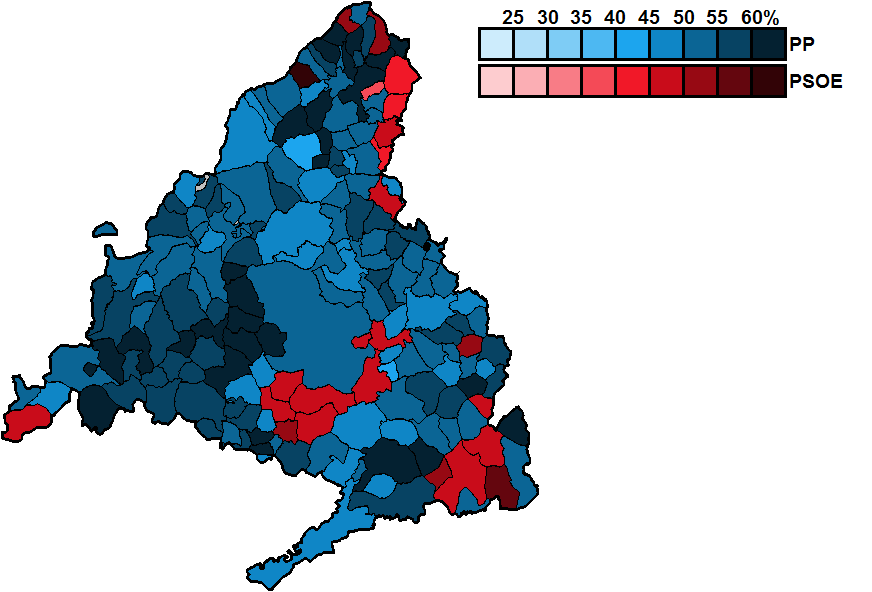
Résultats par commune.